# فرناندو دي آبرو فيريرا
فرناندو دي آبرو فيريرا (بالبرتغالية: Fernando Augusto de Abreu Ferreira‏) (3 أكتوبر 1984 بساو باولو في البرازيل - ) هو لاعب كرة قدم برازيلي في مركز الدفاع. لعب مع أتلتيكو مدريد ب وأولمبياكوس نيقوسيا وراسينغ سانتاندير ونادي أولمبيا ليوبليانا ونادي إكراناس ونادي بورتو ونادي تورينو ونادي جوهر دار التعظيم ونادي ماريهامن ونادي ليوبليانا الأولمبي لكرة القدم ‏ ونادي شيانج ري يونايتد وLampang F.C. ‏.

## وصلات خارجية
- فرناندو دي آبرو فيريرا على موقع قاعدة بيانات كرة القدم.إي يو (الإنجليزية)
- فرناندو دي آبرو فيريرا على موقع Soccerway.com (الإنجليزية)